# ظهور (عکاسی)

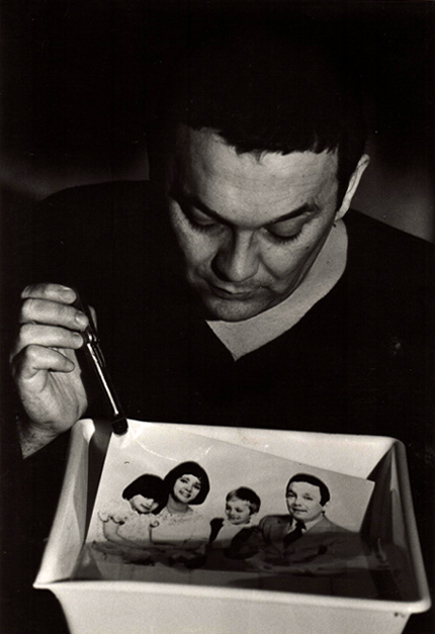
مردی در حال ظاهر کردن یک عکس سیاه و سفید بر روی کاغذ

ظهور در عکاسی به معنای مواجهه دادن فیلم عکاسی یا کاغذ عکاسی با مواد شیمیایی است که باعث تبدیل شدن فیلم به یک تصویر منفی (نگاتیو) یا مثبت، یا کاغذ به تصویر عکس می‌شود. این اولین مرحله ظهور در مورد فیلم و کاغذ است. هدف از ظهور این است که تصویر موقتی که روی فیلم یا کاغذ عکاسی نقش بسته را تبدیل به یک تصویر دائم، قابل دیده شدن، و غیرحساس به نور بکند. توقف، ثبوت و شست‌وشو، مراحل بعدی به‌دست آوری تصویر ثابت است.